# フィアット・アルゴ
アルゴ（Argo）は、イタリアの自動車メーカー、フィアットが生産し、2017年から販売されているサブコンパクトカー（小型自動車）である。
ラテンアメリカ市場限定で販売され、欧州での販売は予定していない。

## 開発と販売戦略
フィアットは数年間市場を研究し、他のブランドで見られるトレンドに適応させながら、そのビジョンを根本的に変えてきた。アルゴの登場以前は、同じBセグメントで3つのモデルを販売していた。まずは初代パリオであり、ベーシック仕様では「パリオ・ファイア」と呼ばれた。この初代パリオは間接的かつ部分的にモビ、2代目パリオ（ニューパリオ）に置き換えられた。そしてセグメントのトップとしてプントが配置された。しかしプントは史上最悪の売れ行きとなってしまったこともあり、現在では複数のモデルを廃止することを決定し、アルゴを唯一のモデルとして提供するとしている。市場においてはこれらのモデルの廃止によって空いた部分をアルゴの複数の派生車種でカバーするとしている。
アルゴ自体は、従来からフィアットが重要視してきたサブコンパクトカー市場でフィアットの商品力を強化するために開発された。またフィアットにとって、2003年から首位の座を守り続け、2016年にシボレー・オニキスにその座を奪われたブラジル市場での首位の座を取り戻すための重要なモデルでもある。販売におけるもう一つの目的は、中南米市場を基準に、平均以上の製造品質とより高いカテゴリーの車の機能を備えた、より競争力のあるBセグメント車を開発することである。
2019年3月のデータによれば、購買層の65%が男性で、平均年齢は43歳。購入者の64%は既婚者で、平均月収は6,000レアルである。ブラジルでは維持費が安いので、社用車に広く使われている車でもあるようだ。
市場によっては、クロスオーバーSUVスタイルのアルゴトレッキング（Argo Trekking）のみが販売されている。

## デザイン
設計のアプローチとしてはモビとトロと同様に、堅牢性を優先するだけでなく、インテリアの品質にも注意を払うことで、欧州製造品に近い品質基準に達している。
デザインを担当したフィアット・チェントロ・スティーレは、2016年のモビに始まる新しいブランドイメージの継続を選択した。これにあたって、新型ハッチバックのデザインはかつての欧州市場でのベストセラーであった127（ブラジルでの147）のスタイリングを想起させるものとしながら、ティーポのデザインラインを踏襲した現代的なタッチが追加され、ラインとリブを強調したよりダイナミックでスポーティな外観となった。ヘッドライトはモビを彷彿とさせる。
ダッシュボードは、ティーポをベースに2つのレベルで構成されている。上部には光沢のある黒のプラスチックで覆われた7インチのタブレット型スクリーンがあり、下部にはオートエアコンとスマートフォン充電用のUSBソケットがある。Uconnectマルチメディアシステムには、Apple CarPlayとAndroid Autoが含まれる。フィアットによると、キャビンはこのクラスで最も広く、トランクは300リットルで、シートは背の高い乗客でも快適だという。この他の装備には、キーレスエントリー、3.5インチ・マルチファンクションスクリーン、調光機能付きルームミラーも含まれる。
またアルゴはフィアット100周年記念車、1999年の2代目プントの生みの親である著名デザイナー、ピーター・ファスベンダーの指揮のもと、ラテンアメリカにあるチェントロ・スティレが手がけた南米市場向けの現地開発車である。派生モデルとして、2018年に発売されたクロノス（プロジェクトX6S）と呼ばれるセダン版もある。グランドシエナの後継車であり同じデザインセンターで開発されたが、クロノスの生産はすべてアルゼンチンで行われる。

### プラットフォーム
アルゴはプロジェクトコード「X6H」として、MP-1プラットフォームをベースに開発された。またアルゴはオペルと共同で開発されたもので、同じ技術基盤で6代目のコルサを製造している。
このプラットフォームの20%はプントから引き継いでおり、それ以外はすべて新設計されている。高強度鋼と超高強度鋼が採用されており、ねじり剛性が先代のプントより7%向上している。
MP-1プラットフォームはクロノスだけでなく、クロスオーバーSUVのパルスにも採用されている。

## パワートレイン
エンジンはフィアット・グローバル・スモールエンジン、通称ファイアフライ（Firefly）エンジンを採用しており、アルゴには3種類の自然吸気エンジンがラインナップされる。このうち1.0 LエンジンのN3は、排気量によって低税率の恩恵を受けるブラジル国内市場専用で、その他の地域では基本的に1.3 LエンジンのN4が搭載される。最上級には1.8 LエンジンのE.torQが搭載される。
3つのエンジンに共通する特徴は、低回転域での高トルク化により、軽快で運転が楽しいクルマに仕上がっていることである。アクセルをほとんど踏まなくてもエンジンがフル回転するとスポーティさがさらに増し、より機敏に、楽しく、安全に走れる。ブラジルではすべてのエンジンがバイオエタノールに対応しているが、その他の地域ではガソリンのみである。
トランスミッションについて、6速ATはピックアップトラックのトロと同じものが搭載される。このトランスミッションはEvo VISエンジンと非常にバランスの取れた組み合わせを実現し、ほとんど感知できないほど変速時の振動を抑えている。また、エンジンから最高のパフォーマンスを引き出すだけでなく、燃料消費量を削減し、キャビンに到達する騒音レベルを大幅に低減する。発売当初、1.3にはGSRという5速ATのオプションも用意されていたが、これは2019年に段階的に廃止された。
|                              |                 | 1.3                             | 1.8                             | 1.0                             | 1.3                             | 1.8                             |
| ---------------------------- | --------------- | ------------------------------- | ------------------------------- | ------------------------------- | ------------------------------- | ------------------------------- |
| 販売期間                     | 販売期間        | 2017年6月 -                     | 2017年6月 - 2022年7月           | 2017年6月 -                     | 2017年6月 -                     | 2017年6月 - 2021年12月          |
| エンジン特性                 |                 |                                 |                                 |                                 |                                 |                                 |
| エンジン型式                 | エンジン型式    | FireFly N4                      | E.torQ 1.8 NPM                  | Firefly N3                      | FireFly N4                      | E.torQ 1.8 EVO VIS              |
| 気筒/バルブ数                | 気筒/バルブ数   | 直列4気筒                       | 直列4気筒                       | 直列3気筒                       | 直列4気筒                       | 直列4気筒                       |
| 排気量（cc）                 | 排気量（cc）    | 1,332                           | 1,747                           | 999                             | 1,332                           | 1,747                           |
| 最高出力 （kW(PS) / rpm）    | ガソリン        | 73 (99) / 6,000                 | 96 (131) / 5,250                | 53 (72) / 6,000                 | 74 (101) / 6,000                | 99 (135) / 5,750                |
| 最高出力 （kW(PS) / rpm）    | エタノール      | —                               | —                               | 57 (77) / 6,250                 | 80 (109) / 6,250                | 102 (139) / 5,750               |
| 最大トルク （Nm(kgm) / rpm） | ガソリン        | 127 (13.0) / 4,000              | 182 (18.6) / 3,750              | 104 (10.6) / 3,250              | 137 (14.0) / 3,500              | 188 (19.2) / 3,750              |
| 最大トルク （Nm(kgm) / rpm） | エタノール      | —                               | —                               | 109 (11.1) / 3,250              | 142 (14.5) / 3,500              | 193 (19.7) / 3,750              |
| 動力伝達                     |                 |                                 |                                 |                                 |                                 |                                 |
| 変速機                       | 標準            | 5速マニュアルトランスミッション | 5速マニュアルトランスミッション | 5速マニュアルトランスミッション | 5速マニュアルトランスミッション | 5速マニュアルトランスミッション |
| 変速機                       | オプション      | —                               | (6速AT)                         | —                               | (5速AT)                         | (6速AT)                         |
| 測定                         |                 |                                 |                                 |                                 |                                 |                                 |
| 最高速度（km/h）             | ガソリン        | 173                             | 188                             | 157                             | 180                             | 189                             |
| 最高速度（km/h）             | エタノール      | —                               | —                               | 162                             | 184                             | 191                             |
| 0–100 km/h 加速（秒）        | ガソリン        | 11.5                            | 9.7                             | 14.4                            | 11.8                            | 9.6 (11.1)                      |
| 0–100 km/h 加速（秒）        | エタノール      | —                               | —                               | 13.4                            | 10.8                            | 9.2 (10.4)                      |
| タンク容量（L）              | タンク容量（L） | 48                              | 48                              | 48                              | 48                              | 48                              |

1. 1 2  ラテンアメリカ仕様（ブラジルを除く）
2. 1 2 3  ブラジル仕様

## 年表
- アルゴ HGT 1.82017年

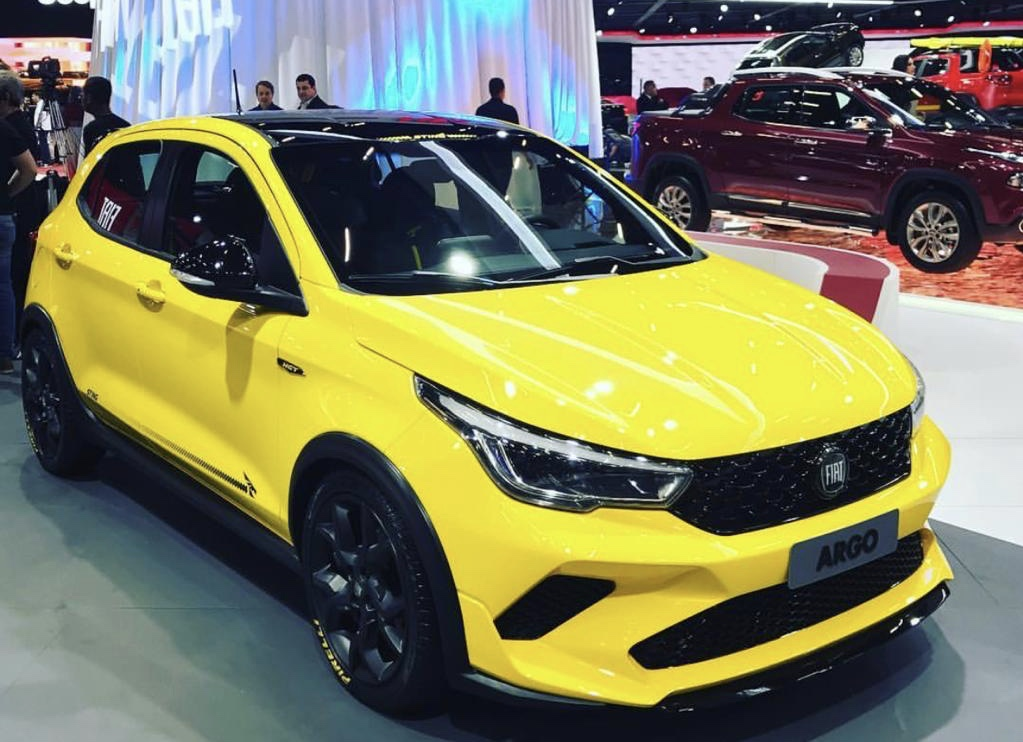
アルゴ HGT 1.8

  - 4月20日 - プロジェクトコード「X6H」として開発された新型ハッチバックの名前が発表された[4]。
  - 5月16日 - 大規模な投資が行われたミナスジェライス州ベチンのフィアット自動車工場での生産が行われることが発表された[9]。同工場の製造品質マネージャーであるジェラルド・バラによると開発プロセス開始にあたって、品質エリア全体がコンポーネントセンターに集中していたと説明しており、非標準の部品やプロセスがあっても予測し、早期に修正して問題なく生産を開始できる条件が整ったとのことである。
  - 5月17日 - アルゴのエクステリアデザインが発表された[10]。
  - 5月22日 - アルゴのエクステリアデザインが発表された[11]。
  - 5月30日 - 発売[8]。また、オープニングエディションとして特別仕様車「Mopar スペシャルシリーズ」が1,000台限定で販売されることがアナウンスされた。Mopar スペシャルシリーズはベティム工場のカスタムショップにてMoparアクセサリーのセットが取り付けられたモデルであり、塗装色は「Blu Portofino」のみで、ブラックのルーフとサイドミラー、後部にスポイラーが装備される。
  - 6月 - マニエッティ・マレリ（現在はマレリに経営統合）、ボッシュが技術サプライヤーとして部品を供給することが明らかになった[12]。マレリからは5速AT、ガソリンタンクを不要にするECS[注釈 1]冷却始動機構、高解像度デジタルディスプレイを備えたインストルメントパネル、ボッシュからは横滑り防止装置、スタートアシスト、タイヤ空気圧モニタリングシステム（iTPMS）を提供する。
  - 7月12日 - 運転席エアバッグの故障や意図しない展開の可能性から、5月から12月初旬までに登録された台数の90%以上を占める21,778台がリコールの対象となった[13]。
  - 9月 - アルゼンチンで販売開始。エンジンやグレードのラインナップはブラジル仕様と同じ[14]。
  - 10月 - ダンロップから純正タイヤの供給が行われることになった[15]。このタイヤはダンロップのパラナ州にある工場で生産される「Enasave EC300+」であり、「スーパーグリーン」に分類される、環境に優しいタイヤである。
  - 12月 - ウルグアイ仕様が発表された[16]。1.3 Lエンジンを搭載したグレード一種のみからの販売となる。
- 2018年
  - 1月10日 - オートマチックトランスミッションの作動に不具合が生じる可能性から、リコール対象となった[17]。
  - 5月 - ブラジル仕様に、新しいエントリーグレードのアルゴ1.0が追加された[18]。希望価格は44,990レアルであり、今までより安い金額でアルゴを購入できるようになった。
  - 6月29日 - 故障や予期せぬエンジン停止の可能性から、既存の販売車種をリコールした[19]。
  - 7月 - マイナーチェンジ[20]。ブラジル仕様では8つから6つのバリエーションに減らされた。盗難防止アラームが標準装備される。
  - 10月 - ブラジル仕様のDriveと最上級グレードHGTの間に中間グレードPrecisionが追加[21]。
  - 11月 - ウルグアイ仕様に、最上級グレードのHGTが輸入される[22]。
- アルゴトレッキング 1.32019年

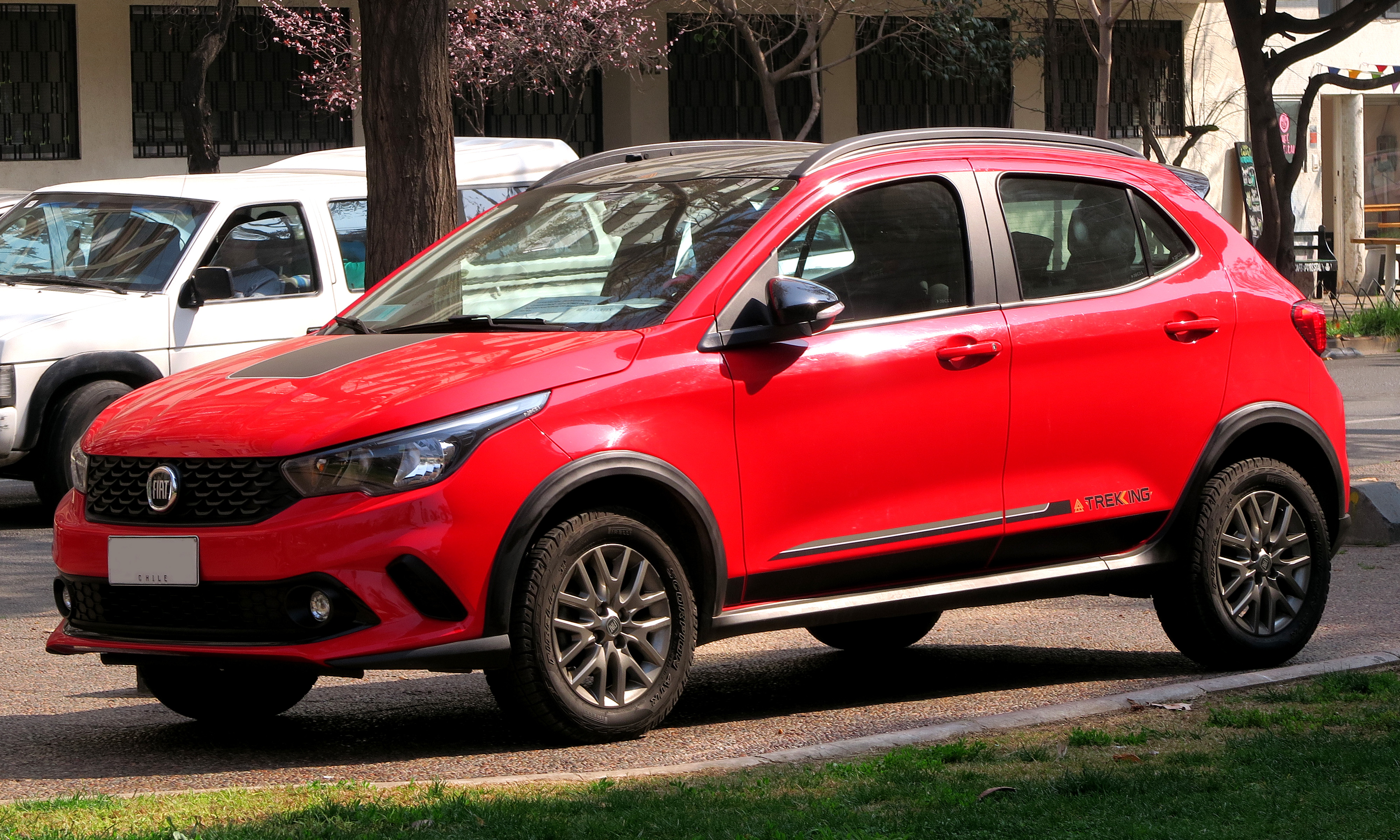
アルゴトレッキング 1.3

  - 2月12日 - 1.8Lエンジンと6速ATを搭載するトレッキング 1.8が発表された[23]。
  - 4月24日 - トレッキング 1.3が販売開始[5]。5速MTを搭載し、側面、背面、ボンネットの中央に専用デカールが貼られる。ホイールアーチにはプラスチックフレームがあり、リアウィンドウ上にはエアロダイナミックディフレクターが装着され、サイドミラーとルーフがブラックで塗装される。サスペンションには異なるスプリングとダンパーが採用され、電動ステアリングには新たな微調整が加えられた[5][24]。タイヤとサスペンションが変更されたことで、最低地上高は他のグレードより40mm高い、210mmとなった。さらにホイールは、トレッキング専用のデザインになっている。この他、光沢のあるヘッドライト、ルーフレール、インテリアの仕上げが異なる。ちなみにフィアットのディレクターによると、最初にAT車ではなくMT車を発売したのは、販売台数が多かったからとのことである[5]。
  - 7月9日 - ベチン工場が43年間の操業を迎える。同時に、アルゴの生産台数が15万台を突破したことが発表された[25]。
  - 11月 - メキシコへの導入が発表された[26]。
- 2020年
  - 1月 - トレッキングのウルグアイ仕様が発表された[27]。
  - 9月 - メキシコ仕様の価格とグレードが発表された[28]。
- 2022年
  - 7月22日 - 外観が変更されたモデルが発表された[29][30]。ボディワークに細かな変更が加えられ、ホイールが再設計された。フロントグリルに以前の赤い円形のバッジに代わる新しい「FIAT」のレタリングが入ったロゴが採用された影響で、バンパーの意匠も変更された。インテリアの変更は、ファブリックの張り地、3本スポークの新しいステアリングホイール、更新されたマルチメディアシステムに限定されている[31][32]。
  - 8月 - メキシコ仕様がマイナーチェンジ[33]。
- 2023年
  - 1月 - クロノスやパルスに搭載されているCVTが搭載された[34]。このCVTギアボックスは1.3Lエンジンと組み合わせられる。CVTモデルの生産が遅れたのは半導体や部品供給の危機のためである[30]。

## 安全装備
安全装備では、横滑り防止装置、ヒルスタートアシスト、トラクションコントロールなどがある。また、ブレーキは前輪側はベンチレーテッドディスクブレーキ、後輪側はドラムブレーキとなっている。

### ラテンNCAP
実施する際はクロノスと一緒に行われ、評価は両者で共有されている。
| テスト項目               | テスト項目               | 2019   | 2021 |
| ------------------------ | ------------------------ | ------ | ---- |
| フロントエアバッグ       | 運転席                   | ✔      | ←    |
| フロントエアバッグ       | 助手席                   | ✔      | ←    |
| サイドヘッドエアバッグ   | 運転席                   | ✘      | ←    |
| サイドヘッドエアバッグ   | 助手席                   | ✘      | ←    |
| サイドボディエアバッグ   | 運転席                   | ✘      | ←    |
| サイドボディエアバッグ   | 助手席                   | ✘      | ←    |
| サイドカーテンエアバッグ | サイドカーテンエアバッグ | ✘      | ←    |
| ニーエアバッグ           | 運転席                   | ✘      | ←    |
| ニーエアバッグ           | 助手席                   | N/A    | ✘    |
| プリテンショナー         | 運転席                   | ✔      | ←    |
| プリテンショナー         | 助手席                   | ✔      | ←    |
| SBR                      | SBR                      | 運転席 | ←    |
| ISOFIX                   | ISOFIX                   | ✔      | ←    |
| ABS                      | ABS                      | ✔      | ←    |
| ESC                      | ESC                      | ✘      | ←    |

| テスト項目         | 2019                  | 2021              |
| ------------------ | --------------------- | ----------------- |
| 乗員(成人)         | 24.41/34.00 · (72%) · | 9.74/41.00 (24%)  |
| 乗員(子供)         | 37.47/49.00 · (76%) · | 4.86/49.00 (10%)  |
| 歩行者保護         | N/A                   | 17.72/48.00 (37%) |
| セーフティアシスト | N/A                   | 3.00/43.00 (7%)   |
| 総合評価(星)       | N/A                   | 0/5stars          |

## 販売台数
| 年   | ブラジル | アルゼンチン | メキシコ |
| ---- | -------- | ------------ | -------- |
| 2017 | 27,925   | 1,636        | N/A      |
| 2018 | 63,017   | 21,378       | N/A      |
| 2019 | 79,001   | 8,865        | N/A      |
| 2020 | 65,937   | 4,688        | 328      |
| 2021 | 84,656   | 1,248        | 2,516    |
| 2022 | 64,022   | 1,517        | 1,983    |
| 2023 | 66,720   |              | 1,848    |

## 名前の由来
女神アテナの導きの下、半神アルゴスが建造した船の名前（アルゴー船）に由来する。